# فرناندو كيسادا
فرناندو كيسادا (بالإسبانية: Fernando Quesada Gallardo) هو لاعب كرة قدم إسباني في مركز الوسط، ولد في 5 يناير 1994 في ساباديل في إسبانيا. شارك مع منتخب إسبانيا تحت 16 سنة لكرة القدم ومنتخب إسبانيا تحت 17 سنة لكرة القدم. أما مع النوادي، فقد لعب مع نادي أوترخت ونادي إلتشي ونادي برشلونة ونادي ياغوستيرا.

## وصلات خارجية
- فرناندو كيسادا على موقع قاعدة بيانات كرة القدم.إي يو (الإنجليزية)
- فرناندو كيسادا على موقع Soccerway.com (الإنجليزية)